# Chamaesphecia aurifera
Chamaesphecia aurifera is een vlinder uit de familie wespvlinders (Sesiidae), onderfamilie Sesiinae.
De wetenschappelijke naam van de soort is voor het eerst geldig gepubliceerd door Romanoff in 1885. De soort komt voor in het Palearctisch gebied.